# Lê Công Chất
Lê Công Chất (3 tháng 4 năm 1920 – ?) là chính khách và công chức người Việt Nam, cựu Thứ trưởng và Tổng trưởng Bộ Nội vụ Việt Nam Cộng hòa.

## Tiểu sử
Lê Công Chất sinh ngày 3 tháng 4 năm 1920 tại Sa Đéc, Nam Kỳ, Liên bang Đông Dương.:110
Ông vốn là công chức ngạch đốc phủ sứ thời Pháp thuộc. Có lúc từng giữ chức Thứ trưởng Bộ Nội vụ Việt Nam Cộng hòa trong một thời gian dài từ năm 1961 đến năm 1973.:110
Khi Trần Thiện Khiêm còn làm Tổng trưởng Bộ Nội vụ thì Lê Công Chất làm Phụ tá. Đến khi Trần Thiện Khiêm lên làm Thủ tướng thì vẫn kiêm nhiệm Bộ này nhưng vì bận nhiều công việc ở Phủ Thủ tướng nên mọi quyền hành ở Bộ Nội vụ đều do một mình ông nắm giữ trong tay. Sau đó, Thủ tướng Trần Thiện Khiêm mới chính thức bổ nhiệm ông làm Tổng trưởng Bộ Nội vụ vào tháng 7 năm 1973.:110
Lê Công Chất giữ chức vụ này cho đến khi nội các Nguyễn Bá Cẩn thành lập vào giữa tháng 4 năm 1975 thì từ chức. 
Không rõ cuối đời ông ra sao và mất vào lúc nào kể từ sau ngày 30 tháng 4 năm 1975.

## Đời tư
Lê Công Chất đã kết hôn và có 7 người con (1974).:110

## Vinh danh
- Đệ Ngũ Đẳng Bảo Quốc Huân Chương